# Pentru libertate
Pentru libertate este o poezie scrisă de George Coșbuc, publicată în 1904 în volumul Cântece de vitejie.

## Legături externe
- Poezia Pentru libertate la wikisursă